# (43775) Tiepolo
(43775) Tiepolo est un astéroïde de la ceinture principale.

## Description
(43775) Tiepolo est un astéroïde de la ceinture principale. Il fut découvert le 2 février 1989 à Tautenburg par Freimut Börngen. Il présente une orbite caractérisée par un demi-grand axe de 3,16 UA, une excentricité de 0,11 et une inclinaison de 16,2° par rapport à l'écliptique.

## Compléments